# Озёрное (Волынская область)
Озёрное (укр. Озерне) — село в Поворской сельской общине Ковельского района Волынской области Украины.
Код КОАТУУ — 0722187404. Население по переписи 2001 года составляет 332 человека. Почтовый индекс — 45051. Телефонный код — 3352. Занимает площадь 2,076 км².